# 버나드 갤러처
버나드 갤러처(영어: Bernard Gallacher, OBE, 1949년 2월 9일 ~ )는 영국 스코틀랜드의 골프 선수이다.

## 서훈
- 1996년 대영 제국 훈장 4등급(OBE) 수훈[1]